# Camp dels escolapis
El Camp dels Escolapis és una gran esplanada situada a Tàrrega, on els estius s'hi poden trobar aplecs culturals com l'Atac Jazz o espectacles de FiraTàrrega. Normalment no es fa servir gaire durant la resta de l'any però a la primavera s'hi poden trobar les "firetes" de Festa Major per als més petits. En aquest espai normalment està instal·lada una pista de bàsquet i una altra de futbol a l'aire lliure.
Antigament, el camp pertanyia a l'Escola Pia, és per això, que el camp té avui en dia aquest nom. Aquí és on jugaven els escolapis des de ben petits.
Està situat al sud-oest, just al costat del riu Ondara (Tàrrega).